# Tatort: Die Amme
Die Amme ist ein Fernsehfilm von Christopher Schier aus der Krimireihe Tatort, der erstmals am 14. März 2021 im ORF gezeigt wurde. Die Erstausstrahlung im Ersten erfolgte am 28. März 2021. Es ist die 1161. Folge der Reihe, der 50. Fall des österreichischen Ermittlers Moritz Eisner und der 26. gemeinsame Fall des Ermittlerteams Eisner/Fellner.

## Handlung
Die 42-jährige Jana Gruber wird in ihrem Haus erstochen, die Polizei von einem anonymen Anrufer alarmiert. Vom zehnjährigen Sohn Samuel der Prostituierten sowie von ihrem Auto fehlt jede Spur. Die Ermittler finden heraus, dass der Anruf von Gustav Langer kam, einem aktenkundigen Kriminellen. Langer war öfter als Freier bei Prostituierten und kannte das Opfer, den Mord an Jana bestreitet er allerdings. 
Die Ermittler erkennen Parallelen zwischen dem aktuellen Fall und einem weiteren, etwas länger zurückliegenden ungeklärten Mord in Schwechat und befürchten, dass es sich um einen Serientäter handeln könnte. Auch in dem älteren Fall ist ein Kind verschwunden. Fellner kann deshalb nachts kaum schlafen. Die Polizei findet schließlich Jana Grubers Fahrzeug mit einem in den Sitz eingeritzten Hilferuf Samuels. Laut Zeugenberichten soll eine Frau den Buben mit sich gezerrt haben.
Im Nachtlokal, in dem Jana gearbeitet hatte, trifft Eisner auf Janko, der angibt, Undercover-Ermittler vom Drogendezernat in Graz zu sein. Die Überprüfung der Dienstnummer bestätigt dessen Angaben. Eine toxikologische Untersuchung des Mordopfers ergibt Spuren von Drogen. Meret Schande macht einen dritten, ähnlichen Fall ausfindig, bei dem das Opfer, die damalige Prostituierte Christa Koller, allerdings überlebte. Eisner glaubt mittlerweile zwar nicht mehr, dass Langer der gesuchte Täter ist, Langer wird aber weiterhin observiert.
Dieser fällt aus seiner Wohnung im oberen Stockwerk eines Hochhauses auf das Auto der überwachenden Polizisten und stirbt. Eine Zeugin hat kurz zuvor gesehen, wie ein Mann Langers Wohnung betrat. Eisner bezweifelt daher, dass es sich um einen Selbstmord und damit um ein Schuldeingeständnis Langers gehandelt hat. Christa Koller erinnert sich: Die Frau, von der sie angegriffen wurde, konnte in ihren Schuhen nicht gut laufen. Sie habe einen kurzen Moment mit einer tieferen Stimme gesprochen, wie ein Mann.
Von der Drogendealerin Wave erhält Fellner den Hinweis auf einen Mann, der bei ihr Crack kaufen wollte. Beim Versuch, diesen ausfindig zu machen, wird Fellner von Janko mit einem Messerstich verletzt, überwältigt und in eine Wohnung geschleift. Sie kann dort dem gefangen gehaltenen Samuel ihr Mobiltelefon zuschieben. Als sie aufgefunden wird, kann sie Eisner mitteilen, dass es sich bei dem Täter um den verdeckten Ermittler handelt. Die Ortung des Mobiltelefons führt Eisner in ein Haus zu Janko. Der zieht seine Pistole, wird aber von Eisner erschossen. Im Haus findet der Ermittler neben Samuel auch das unverletzte Entführungsopfer aus Schwechat. Janko hatte sich vor jedem Kontakt zu den Entführten mit Perücke und Rock als Frau verkleidet und als „Mama“ ausgegeben.

## Produktion
Gedreht wurde der 26. gemeinsame Tatort-Fall von Eisner und Fellner vom 24. September bis zum 24. Oktober 2020 in Wien und Umgebung.
Produziert wurde diese Tatort-Folge von der Prisma Film im Auftrag des Österreichischen Rundfunks. Die Kamera führte Thomas Kürzl. Für das Kostümbild zeichnete Amanda Frühwald verantwortlich, für das Szenenbild Veronika Merlin, für den Ton Klaus Kellermann und für das Maskenbild Danijela Brdar und Andreas Meixner.
Für Regisseur Christopher Schier war dies nach Wehrlos (ORF, 2017), Die Faust (ORF, 2018) und Lass den Mond am Himmel stehn (BR, 2020) die dritte Tatort-Folge für den ORF und die vierte insgesamt. Nach dem Ausstieg von Thomas Stipsits übernahm Christina Scherrer erneut die Rolle der Ermittlerin Meret Schande, die diese Rolle zuvor in der Episode Schock (2017) verkörpert hatte.

## Rezeption

### Kritiken
Volker Bergmeister vergab auf tittelbach.tv vier von sechs Punkten und bezeichnete den Film als schaurig-intensiven Psycho-Krimi. Zu der düster-traurigen Atmosphäre würden die gut ausgewählten und detailgenau und milieugerecht ausgestatteten Schauplätze wesentlich beitragen. Ebenso bezeichnete Marco Weise auf Kurier.at den Film als schockierenden, düsteren und spannenden Fall, der unter die Haut gehe.
Birgit Baumann schrieb dagegen auf DerStandard.at, dass die Handlung recht unübersichtlich und überladen wäre. Die liebende Möchtegern-Mama wirke absurd statt furchteinflößend. Man wünsche sich irgendwann das Gleiche wie Bibi Fellner: endlich einschlafen zu können.

„Die Motivation des Mannes bleibt nebulös, die Handlung schlingert gelegentlich. Überraschend und überwältigend ist aber der audiovisuelle Formwille, mit dem die Schöpfer ihr Old-School-Nachtstück ausbreiten.“

Der Tatort rief starke Kritik aus der LSBTI-Community hervor, weil durch die Trope des Mörders im Kleid ein transfeindliches Narrativ benutzt worden sei, in Wahrheit, so Monika Gemmer für die Frankfurter Rundschau, würden aber Transpersonen nicht morden, sondern ermordet werden. Matthias Dell rezensiert in der Die Zeit den Tatort: „Ein Mann in Frauenkleidern wird als Quelle des Bösen inszeniert. Der neue Wiener ‚Tatort‘ ist von einer Argheit, die einen fassungslos hinterlässt.“ Für Deutschlandfunk Kultur resümiert Dell: „Der Psychopath in Frauenkleidern ist eine transfeindliche Figur.“ Claudia Tischky befindet in der Süddeutschen Zeitung: „Der Wiener ‚Tatort‘ ist ein fulminanter Krimi.“ Auch sie kritisiert, dass der Mörder ein Mann sei, der Frauenkleider trage.
Der Filmdienst vergab drei von fünf möglichen Sternen und beurteilte den Film lobend als einen Krimi, der die „absurden Elemente der Story“ die meiste Zeit über in den Hintergrund dränge, indem er sich mit „viel Sinn für Atmosphäre und einigen darstellerischen Glanzpunkten“ zeige.

### Einschaltquoten
Im ORF wurde die Erstausstrahlung von durchschnittlich 1.084.000  Sehern verfolgt, der Marktanteil lag bei 31 Prozent.
Die Ausstrahlung von Die Amme am 28. März 2021 in Deutschland im Ersten wurde von 8,65 Millionen Zuschauern gesehen und erreichte einen Marktanteil von 24,5 %.

## Auszeichnungen und Nominierungen
Romyverleihung 2021
- Nominierung in der Kategorie Bester Schnitt TV/Stream (Nils Landmark)[21]